# Josef Klehr
Josef Klehr, född 17 oktober 1904 i Langenau, död 23 augusti 1988 i Leiferde, Tyskland, var en tysk SS-Oberscharführer och lägervakt i flera nazistiska koncentrationsläger. Vid den första Auschwitzrättegången dömdes han till livstids fängelse.

## Biografi
Klehr föddes i Langenau i Övre Schlesien. Hans far arbetade som vakt vid en fånganstalt. Efter avslutade skolgång utbildade sig Klehr till snickare. År 1932 blev han medlem i Nationalsocialistiska tyska arbetarepartiet (NSDAP) och Schutzstaffel (SS). Två år senare anställdes han som vårdbiträde vid ett psykiatriskt sjukhus. Han var även verksam som fängelsevakt. Han blev medlem i Waffen-SS 1939 och placerades för vakttjänst i koncentrationslägret Buchenwald. Året därpå tjänstgjorde han som sjukvårdare i Dachau för att i oktober 1941 bli kommenderad till Auschwitz. I Auschwitz tjänstgjorde han som så kallad SS-Sanitätsdienstgrad (ungefär SS-sjukvårdare) och var chef för sjukvårdarna i lägersjukhuset (Häftlingskrankenbau). Klehr var ansvarig för att döda arbetsodugliga fångar med fenolinjektioner. Selektionen utfördes av SS-läkare som Josef Mengele och Heinz Thilo, medan fenolinjektionerna vanligen administrerades av Klehr eller Herbert Scherpe.
| ” | Fångar utvalda att ”nålas” skulle inställa sig i block 20. Därifrån kallades de in i behandlingsrummet en åt gången och fick sätta sig i en stol, två fångfunktionärer höll fast händerna på fången medan en tredje täckte ögonen med en handduk. Klehr stack sen in nålen i offrets hjärta och injicerade fenol. Kroppen kastades in i det angränsande tvättrummet och näste fånge kallades omedelbart in. | „ |

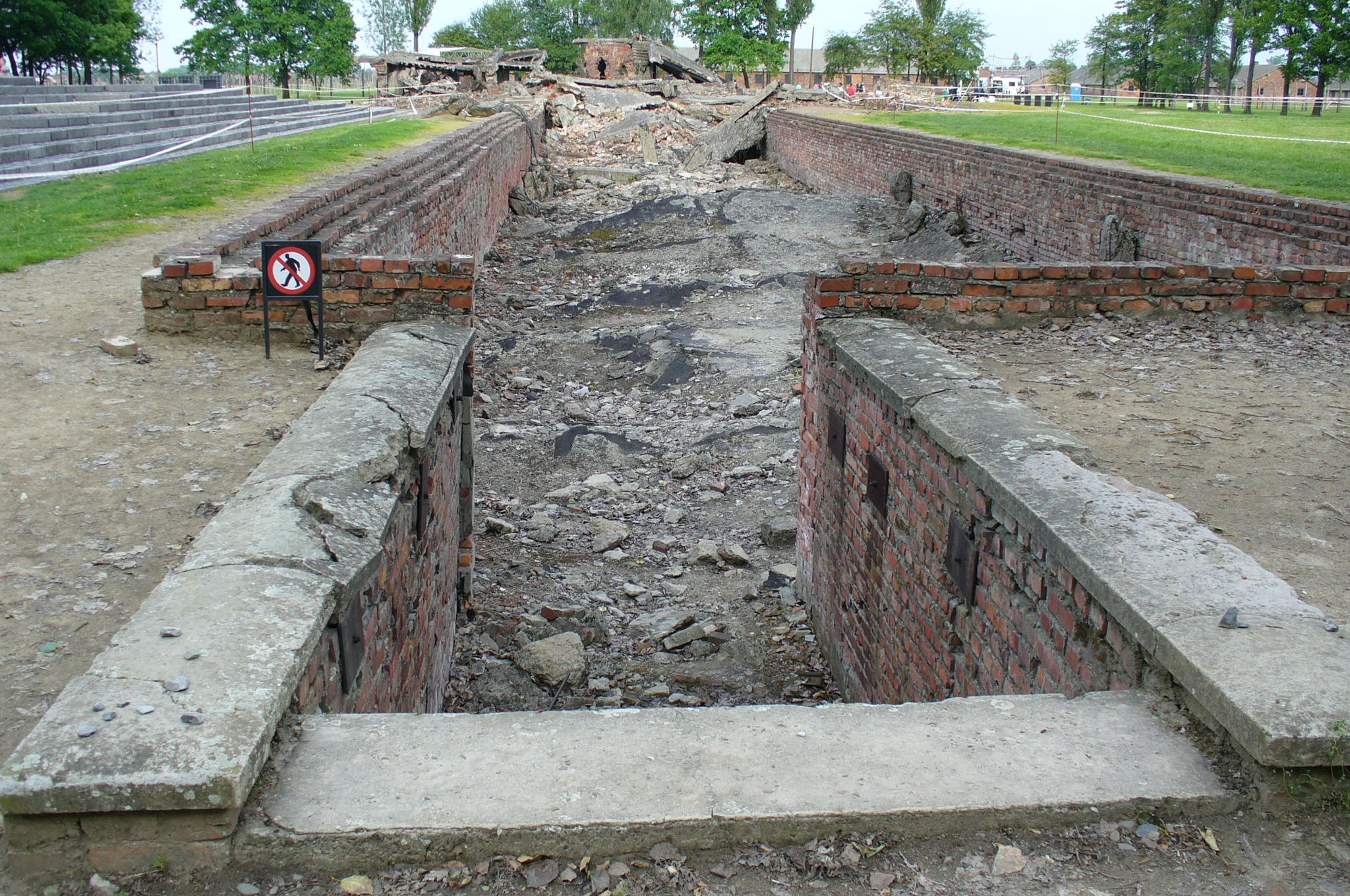
Förstörd gaskammare i Auschwitz.

År 1943 blev Klehr chef för desinfektionsenheten, vilket innebar att han ansvarade för lägrets förråd av Zyklon B och för att gaskamrarna försågs med denna.
I juli 1944 förflyttades Klehr till ett av Auschwitz satellitläger, Gleiwitz I, där han blev chef för baracker avsedda för sjuka fångar. Efter Auschwitzkomplexets evakuering i januari 1945, kommenderades han till fronten i Tjeckoslovakien.

### Efter andra världskriget
Efter andra världskrigets slut greps Klehr och internerades i ett krigsfångeläger i Böblingen. Han dömdes till tre års fängelse för att ha tillhört SS. Han frisläpptes 1948 och kom att arbeta som snickare i Braunschweig.
År 1960 arresterades Klehr på nytt och ställdes inför rätta vid den första av de två Auschwitzrättegångarna i Frankfurt am Main (1963-1965). Klehr dömdes till livstids fängelse och ytterligare femton års fängelse för mord på minst 475 personer och medhjälp till mord på minst 1 000 personer. Han släpptes ur fängelset 1988 och avled samma år.

### Drei Deutsche Mörder
I reportagefilmen Drei Deutsche Mörder. Aufzeichnungen über die Banalität des Bösen (1979) intervjuar Ebbo Demant Josef Klehr, Josef Erber och Oswald Kaduk om Auschwitz och deras självförståelse som före detta lägeranställda.